# Parafia Ewangelicko-Augsburska w Bytomiu
Parafia Ewangelicko-Augsburska w Bytomiu – parafia Kościoła Ewangelicko-Augsburskiego w RP, w diecezji katowickiej.

## Historia
Wyznanie ewangelickie zakorzeniło się w Bytomiu bardzo szybko - już wkrótce po wystąpieniu Marcina Lutra przyjęła je zdecydowana większość mieszkańców tego miasta i została utworzona parafia ewangelicka.
Kontrreformacja odcisnęła jednak silne piętno na bytomskim ewangelicyzmie. Po złagodzeniu wyznaniowego ucisku w wyniku przejęcia Śląska przez Prusy w XVIII wieku bytomska parafia była jedną z pierwszych reaktywowanych na Górnym Śląsku. Tak jak i w swych początkach, znowu stanowiła jeden z najaktywniejszych ośrodków życia ewangelickiego na tym terenie.
W 1833 r. ewangelicy nabyli od miasta kościół św. Wojciecha w Bytomiu, który po opuszczeniu w 1810 r. przez Zakon Braci Mniejszych służył m.in. jako magazyn i remiza strażacka. W tym samym czasie wzniesiono dom parafialny, przebudowany w 1910 r., ponadto w 1872 r. wzniesiono szkołę, a w 1898 r. dom sióstr diakonis. W 1911 r. założono w Bytomiu cmentarz ewangelicki.
W wyniku poplebiscytowego rozgraniczenia Górnego Śląska Bytom pozostał w Niemczech, wobec czego przybyło do tego miasta wiele rodzin ewangelickich z terenów wcielonych do Polski.
Z kolei w 1945 r., gdy Bytom znalazł się w granicach Polski, większość ewangelików, którzy przetrwali wojnę, opuściła miasto. Po przejściu frontu parafia wznowiła działalność, mimo że Kościół przejęli katolicy, a następnie na powrót Zakon Braci Mniejszych. Pomimo trwających do dzisiaj starań parafii nie udało się go ewangelikom odzyskać, a nabożeństwa przez cały czas odbywają się w kaplicy. Większość pozostałego majątku również została w tym okresie ewangelikom odebrana.
Pierwszym po II wojnie światowej proboszczem pozostałej w Bytomiu społeczności ewangelickiej był ks. Henryk Wegener-Wojnowski, więzień obozów koncentracyjnych m.in. Sachsenhausen i Dachau.

## Próby odzyskania kościoła parafialnego
Kościół św. Wojciecha w Bytomiu tuż po zakończeniu II wojny światowej był przedmiotem szczególnego konfliktu międzywyznaniowego. 1 maja 1833 r. miasto Bytom sprzedało opuszczony kościół parafii ewangelickiej. Natomiast 2 sierpnia 1945 r. Starostwo Grodzkie w Bytomiu wbrew aktowi własności powierzyło obiekt przedstawicielowi Kościoła rzymskokatolickiego, ks. Zygmuntowi Staniszewskiemu.
Na podstawie tego pisma ks. Staniszewski – bez wiedzy i porozumienia się z rzymskokatolicką władzą kościelną – zajął kościół, a także przy pomocy Milicji Obywatelskiej plebanię ewangelicką z całym wyposażeniem – według niego – przydzieloną katolikom jako rzekomy ekwiwalent za dawny budynek klasztorny, w którym pomieszczono szkołę.
Pierwszy ślad próby odzyskania kościoła św. Wojciecha w Bytomiu przez ewangelików zawiera się w piśmie Rady Senioralnej Kościoła Ewangelicko-Augsburskiego w RP do Ministerstwa Administracji Publicznej z 21 kwietnia 1947 r. Nadawca informował, że jest gotowy zrzec się praw do innych swoich kościołów w Gliwicach (św. Barbary), Głuchołazach, Hołdunowie, Piotrówce i Zawadzkiem, w zamian za zwrot zajętych przez katolików kościołów w Bytomiu, Gliwicach (staroluterskiego), Dobrodzieniu, Strzelcach Opolskich oraz kilku innych w diecezji katowickiej.
Kościół św. Wojciecha w Bytomiu był też przedmiotem rozmów na wspólnej konferencji ewangelicko-rzymskokatolickiej w Katowicach odbytej pod przewodnictwem przedstawiciela Urzędu Wojewódzkiego w dniach 19 maja 1947 r. i zwłaszcza 2 czerwca 1947 r. Konferencja ta nie zajęła ostatecznego stanowiska i przełożyłe rozmowy na ten temat na czas późniejszy. Ostatecznie dalsze rozmowy również nie wniosły nic nowego do sprawy.
Następna próba odzyskania kościoła św. Wojciecha w Bytomiu przez ewangelików znalazła odbicie w piśmie ks. seniora Alfreda Hauptmana z 1 grudnia 1951 r. skierowanego do rzymskokatolickiej kurii opolskiej. W tym czasie zajęty przez katolików obiekt był już dostosowany do kultu rzymskokatolickiego, i zdążyła skupić się przy nim znaczna grupa przymusowych polskich wysiedleńców i osadników z Kresów Wschodnich.
W uzasadnieniu pisma postulującego zwrot kościoła św. Wojciecha w Bytomiu, przytoczono prawne i moralne uzasadnienia własności. Według prawnych kościół został odkupiony od magistratu bytomskiego i ewangelicy własnym sumptem dokonali w nim wielu remontów. Według moralnych kościół nie został nigdy odebrany katolikom, nie był bowiem ich własnością, stanowiąc własność magistratu, ponadto nie był potrzebny katolikom, którzy ówcześnie posiadali na terenie Bytomia aż 9 kościołów, podczas gdy ewangelicy żadnego, przy 2675 wiernych.
Stanowisko władzy Kościoła rzymskokatolickiego było następujące: świątynię odebrała im bezprawnie władza pruska, zaś parafia ewangelicka nabyła ją za symboliczną kwotę. Przedawnienie uznane przez polską władzę państwową jest bezprawne, a starostwo bytomskie przydzieliło kościół katolikom w ramach rewindykacji. Polski Kościół Ewangelicko-Augsburski nie może być prawnym spadkobiercą niemieckiego Ewangelickiego Kościoła Unijnego. Jako więc mienie poniemieckie i opuszczone został przydzielony katolikom. Władze katolickie podważały również argument o znacznym wkładzie ewangelików w remont kościoła, albowiem wyrzuceni franciszkanie musieli wszystkie urządzenia, takie jak organy, dzwony, ołtarze pozostawić, gdy tymczasem katolicy w 1945 r. objęli kościół w opłakanym stanie. Natomiast co do plebanii, to chociaż ta niewątpliwie była własnością Ewangelickiego Kościoła Unijnego, ale jako mienie poniemieckie została przekazana przez władzę państwową Kościołowi rzymskokatolickiemu.
W 1952 r. za zgodą prymasa Polski oraz kurii opolskiej do kościoła św. Wojciecha wrócili franciszkanie (Bracia mniejsi).